# Edoardo Martino
Edoardo Angelo Martino (Alessandria, 20 aprile 1910 – Alessandria, 5 dicembre 1999) è stato un politico italiano, esponente della Democrazia Cristiana.
Fu più volte sottosegretario e fu commissario europeo.

## Biografia

### Formazione
Martino frequentò il liceo classico “Giovanni Plana” di Alessandria e successivamente si laureò alla Scuola Normale di Pisa. Insegnò storia e filosofia nei licei.

### Partecipazione alla Resistenza
Durante la Seconda guerra mondiale Martino fu richiamato in servizio e prese parte alla campagna di Russia come tenente dell'artiglieria alpina. Rientrato in Italia, dopo l'armistizio dell'8 settembre 1943 si impegnò nella resistenza al nazifascismo. Con il nome di battaglia di "Malerba" Martino comandò l'11ª divisione autonoma "Patria" attiva in Val Cerrina e fu commissario di guerra della 7ª zona militare piemontese.

### Carriera politica
Martino aderì alla Democrazia Cristiana fin dal settembre 1943. Fu attivo anche nelle file dell'Azione Cattolica e della Società di San Vincenzo de' Paoli. Fu eletto deputato per la prima volta il 18 aprile 1948 e fece parte della Camera ininterrottamente fino al 7 luglio 1967, eletto sempre nel collegio unico nazionale.
Il 4 giugno 1947 fu nominato sottosegretario di stato alla presidenza del consiglio nell'ambito del governo Degasperi IV e ricevette la delega all'assistenza ai reduci ed ai partigiani. Mantenne il medesimo incarico durante tutta la I legislatura (governi Degasperi V, VI e VII), fino al luglio 1953. Dal 17 luglio 1953 al 10 febbraio 1954 e poi nuovamente dal 3 luglio 1958 al 25 marzo 1960 Martino fu sottosegretario alla difesa nei governi Degasperi VIII, Pella I, Fanfani I e II, Segni II. Fu segretario del Consiglio supremo di difesa dal 1953 al 1985.
Nell'autunno del 1957 Martino fu nominato membro della delegazione italiana all'Assemblea generale delle Nazioni Unite. Fece parte dell'Assemblea parlamentare europea nel 1958 e poi nuovamente dal febbraio 1961. Dal 1º dicembre 1962 al 4 dicembre 1963 fu sottosegretario agli affari esteri nei governi Fanfani IV e Leone I. Nel 1964 fu eletto presidente della commissione politica del Parlamento europeo, svolse l'incarico fino al 1967.

#### Commissario europeo
Nel luglio 1967 Martino si dimise dagli incarichi parlamentari che ricopriva, sostituito dal collega di partito Giuseppe Armosino, e fu nominato commissario europeo. Martino fu commissario per le relazioni esterne delle Comunità europee nell'ambito della Commissione Rey e ricoprì l'incarico fino al 1970. Durante il suo mandato si svolse il vertice dell'Aja del 1969, in cui venne deciso il primo allargamento delle Comunità e la preparazione dell'ingresso del Regno Unito.

### Attività accademiche e culturali
Nei primi anni del dopoguerra Martino presiedette ed insegnò all'Istituto superiore di scienza dell'opinione pubblica dell'università internazionale di scienze sociali "Pro Deo" di Roma. In Piemonte fondò e diresse il mensile politico-letterario "Poligono".
A partire dal 1956 Martino presiedette l'Istituto di studi europei "Alcide Degasperi" di Roma, a cui si dedicò con passione dopo il ritiro dalla carriera politica nel 1970 e fino alla morte, e in cui tenne corsi sulle relazioni esterne delle Comunità europee.